# Howell-Jolly-lichaampje
Howell-Jolly-lichaampjes zijn histopathologisch gevonden deeltjes van basofiele kern overblijfselen (clusters van DNA) in rode bloedcellen. Gedurende de rijping in het beenmerg stoten rode bloedcellen hun kern uit, maar in sommige gevallen blijft een klein deel van het DNA in de cel achter.
De deeltjes zijn genoemd naar William Henry Howell en Justin Marie Jolly.

## Voorkomen
Dit DNA komt voor als een basofiele (purperen) vlek op de eosinofiele (roze) rode bloedcel in een standaard H en E gekleurd bloed-uitstrijkje. Deze insluitsels worden gewoonlijk tijdens de circulatie van de rode bloedcel in het lichaam door de openingen in het endotheel van de milt verwijderd. Bij patiënten met functionele hyposplenie (verminderde miltfunctie) of asplenie (niet meer functionerende milt) gebeurt dit echter niet.

## Gevallen
Normale gevallen van asplenie zijn splenectomie als gevolg van letsel (verwonding) en autosplenectomie (afstoting van de milt) veroorzaakt door sikkelcelanemie. Andere gevallen ontstaan door radiotherapie van de milt, zoals bij de behandeling van de Ziekte van Hodgkin. Howell-Jolly-lichaampjes zijn ook te zien bij:
- ernstige hemolytische anemie: een bloedarmoede door hemolyse,
- megaloblastische anemie: een bloedarmoede door remming van de DNA-synthese bij de productie van rode bloedcellen. Dit komt vaak door een gebrek aan vitamine B12 en/of foliumzuur,
- overervende sferocytose en
- myelodysplastisch syndroom (MDS).